# Adapider
Adapiderna (Adapidae) är en grupp utdöda primater. De hör till Strepsirrhini tillsammans med moderna lemurer och lorier, och är sannolikt förfäder till dessa.
De var samtida med Omomyidae, en annan grupp tidiga primater.  Sannolikt var de daglevande, och åt frukt och löv och kanske insekter.  De hade en lång nos med parallella tandrader, och kraftiga könsdimorfa hörntänder. Deras ben visar inte tydliga anpassningar till trädklättring.
Liksom dagens lemurer hade arterna en klo vid andra fingret för att vårda pälsen. Framtänderna i överkäken liknar en liten spade. Tandformeln för de flesta familjemedlemmarna är I 2/2, C 1/1, P 3/3, M 3/3. Endast hos släktet Cantius fanns fyra premolarer per käkhalva. Medlemmarna hade smala extremiteter och tummen samt stortån var motsättliga. Arter från Europa och Nordamerika levde fram till tidig oligocen. Asiatiska släkten som Sivaladapis överlevde fram till miocen.